# Barneoudia chilensis

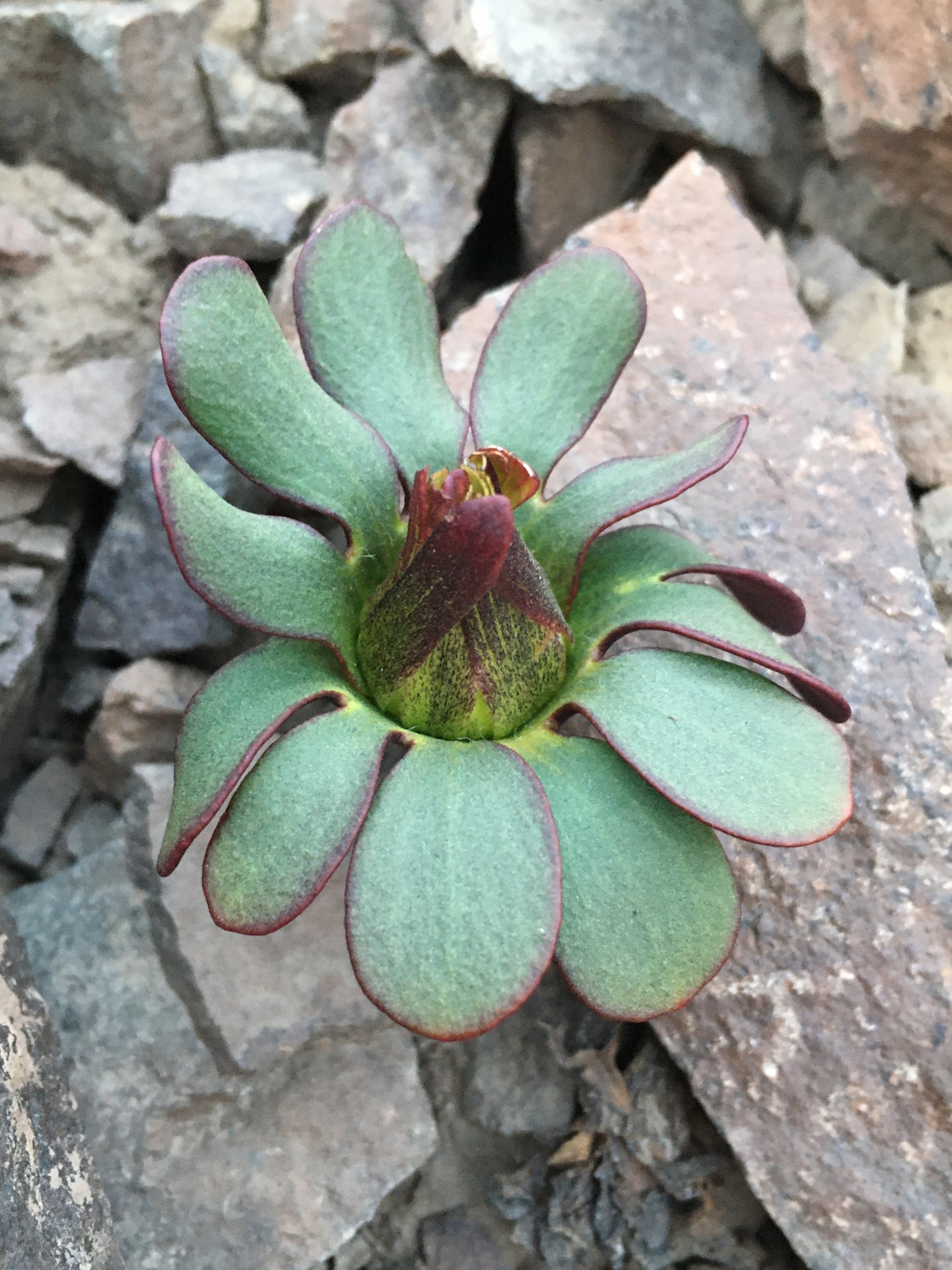
Barneoudia chilensis

Barneoudia chilensis är en ranunkelväxtart som beskrevs av C. Gay. Barneoudia chilensis ingår i släktet Barneoudia och familjen ranunkelväxter. Inga underarter finns listade i Catalogue of Life.